# Leibniz-Institut für Bildungsverläufe
Das Leibniz-Institut für Bildungsverläufe (LIfBi) ist eine außeruniversitäre Forschungseinrichtung auf dem Gebiet der Sozialwissenschaften. Vereinszweck ist die Förderung der bildungswissenschaftlichen Längsschnittforschung in Deutschland. Das 2014 gegründete Institut ist Mitglied der Leibniz-Gemeinschaft.
Mit dem Nationalen Bildungspanel (National Educational Panel Study, NEPS) ist am LIfBi die größte Langzeit-Bildungsstudie Deutschlands angesiedelt. Für die Durchführung von NEPS arbeitet ein interdisziplinäres Exzellenznetzwerk zusammen, das deutschlandweit die Expertise von über 200 Wissenschaftlerinnen und Wissenschaftlern vereint. Durch die Integration theoretischer und methodischer Ansätze aus den Bereichen Pädagogik, Psychologie, Soziologie und Ökonomie entsteht eine einzigartige Datengrundlage zur Erforschung von Bildungsverläufen in Deutschland. Mit mehr als 60.000 regelmäßig getesteten und befragten Zielpersonen vom Säuglings- bis ins hohe Erwachsenenalter sowie 40.000 zusätzlich befragten Personen aus deren Umfeld eröffnet das NEPS überaus fundierte Analysemöglichkeiten für die Bildungsforschung.
Von Juli 2016 bis Dezember 2021 führte das LIfBi die Studie „Refugees in the German Educational System (ReGES)“ durch, mit dem Ziel, die in Deutschland neu zugewanderten Gruppen und ihre Bildungsverläufe zu beschreiben. Daran anschließend untersucht das LIfBi seit Februar 2021 im Rahmen der Studie „Bildungswege von geflüchteten Kindern und Jugendlichen (BildungswegeFlucht)“ die weiteren Bildungsverläufe der geflüchteten Kinder und Jugendlichen in Deutschland aus der ReGES-Studie sowie den Übergang der Jugendlichen in den Arbeitsmarkt.
Das Kooperationsprojekt „Inklusion in und nach der Sekundarstufe der Sekundarstufe I in Deutschland (INSIDE)“ befasst sich seit 2016 im Rahmen von zwei Projektphasen mit schulischer und beruflicher Inklusion von Schülerinnen und Schülern mit sonderpädagogischen Förderbedarf in Deutschland. Auf der Grundlage von Befragungen von Schülerinnen und Schülern sowie anderen relevanten Personengruppen kann INSIDE erstmals belastbare Informationen zum Istzustand der Umsetzung von Inklusion in und nach der weiterführenden Schule liefern.  
Die 2021 am LIfBi gestartete Monitoringstudie „Data Literacy - Digitale und datenbezogene Kompetenzen in Deutschland“ erforscht die langfristige Entwicklung von digitalen und datenbezogenen Kompetenzen der deutschen Bevölkerung. Mit Hilfe einer Kombination zweier Forschungsdesigns können neben Aussagen zu datenbezogenen Kompetenzen der bundesdeutschen Bevölkerung auch Aussagen zu deren Entwicklung im Übergang zum Jugendalter getroffen werden. 
2023 startete das von der Deutschen Forschungsgemeinschaft geförderte Infrastruktur-Schwerpunktprogramm „New Data Spaces for the Social Sciences“ (SPP 2431). Dieses soll neue Datenräume für die Sozialwissenschaften erschließen und das analytische Potenzial bestehender Längsschnittdaten durch innovative Methoden und die Nutzung neuer Datenquellen erweitern. Im Programm werden technische und methodische Lösungen zur Zukunftsfähigkeit von Panelerhebungen entwickelt. Die Koordination ist am LIfBi verortet.
Neben diesen Großprojekten sind das Leibniz-Kompetenzzentrum Frühe Bildung (LKFB) sowie zahlreiche weitere Drittmittelprojekte am LIfBi angesiedelt.